# Скородумов, Александр Иванович
Алекса́ндр Ива́нович Скороду́мов (род. 14 июля 1948) — советский и российский военачальник, генерал-полковник, начальник Главного управления боевой подготовки Вооружённых сил Российской Федерации с 2001 по 2005 год. Командующий группировкой «Север» в Первой чеченской войне. Командир 149-го гвардейского мотострелкового полка 201-й Гатчинской мотострелковой дивизии в республике Афганистан. Участник Афганской (1979—1989), и двух Чеченских войн (1994—1996), (1999—2005). Генерал-полковник в отставке.

## Биография
Родился в посёлке Пено Тверская область, старший сын в семье рабочего. Отец: Иван Андреевич Скородумов — 1921 года рождения, участник Великой Отечественной войны. В бою при обороне Ленинграда получил тяжёлое ранение в голову, однако после продолжительного лечения в госпиталях вернулся в строй. Мать: Мария Феоктистовна Скородумова — работница сельсовета.
В 1960 году поступил в Калининское Суворовское военное  училище. Однако, являясь старшим сыном в семье, был вынужден вернуться в село в связи болезнью отца, связанной с последствиями тяжёлого ранения. Выполнял тяжёлую мужскую работу, помогал матери.
Окончив 11 классов, в 1967 году поступил в Ленинградское высшее общевойсковое дважды Краснознамённое командное училище им. С. М. Кирова, которое окончил с отличием в 1970 году.
- В августе 1970 года после окончания учёбы лейтенант Скородумов был направлен в Приволжский военный округ в Вольское военное училище тыла. Назначен на должность командира взвода курсантов.
- В 1973 году за образцовое выполнение обязанностей командира взвода, был назначен на должность командира роты курсантов численностью 150 человек, по специальности «Вещевая служба».
- В 1976 году начальником училища был одобрен в качестве кандидата на поступление в Военную Академию им. Фрунзе на разведывательный факультет. Сдав основной предмет на «отлично», был зачислен в Академию, где учился в период с 1976 по 1979 год.
- В июне 1979 года выпускник Военной Академии им. Фрунзе майор Скородумов А. И. возглавил разведотдел 82-й мотострелковой дивизии Северокавказского военного округа, базировавшейся в Волгограде. В должности начальника разведки неоднократно отмечался командованием в лучшую сторону.
- В июне 1980 годы был назначен на должность начальника штаба 527-го мотострелкового полка 82-й мотострелковой дивизии.
- С июля 1981 года — командир 428-го мотострелкового полка 9-й мотострелковой дивизии, располагавшейся в городе Майкоп.
- В 1982 году был назначен на должность командира 276-го мотострелкового полка 34-й мотострелковой дивизии Уральского военного округа.

## Служба в Афганистане
В 1984 году направлен в Республику Афганистан в должности командира 149-го гвардейского Краснознамённого ордена Красной Звезды Ченстоховского мотострелкового полка 201-й Гатчинской Дважды Краснознамённой мотострелковой дивизии.
Участвовал в боевых операциях — армейских, дивизионных, полковых (частных) войсковых операциях и рейдах Афганской войны (1979—1989).
Благодаря грамотному командованию 149-й гвардейский мотострелковым полком в составе 201-й Гатчинской дивизии, успешному выполнению её передовым подразделением боевых задач и сохранении при этом жизней личного состава, 9 мая 1985 года Указом Президиума Верховного Совета СССР 201-я мотострелковая дивизия была награждена 2-м орденом «Боевого Красного Знамени».
149-й гвардейский мотострелковый полк под командованием гвардии подполковника Скородумова А. И. неоднократно отличался в войсковых операциях Афганской войны в : Кундузских, Тахарских, Файзабадских, Багланских, Ташкурганских, Айбакских, Мармольских, Панджшерских, Гератской, операции «Маневр», операции «Западня», операции «Прикрытие» и др.
Вспоминая о службе в 149-м гвардейском мотострелковом полку, генерал-полковник Скородумов А. И. отметил:
 «Передо мной всегда безгранично дорогими воспоминаниями предстают лица солдат 149-го Гвардейского мотострелкового полка, которыми мне выпала честь командовать в Афганистане. Они прошли со мной сквозь горнило той тяжёлой войны и вынесли на своих юношеских плечах всю тяжесть этого непростого, а порой и неблагодарного труда. Но на всю оставшуюся жизнь они для меня — особая гордость, эталон высочайшего мужества и героизма.» — газета «Красная звезда» 22 апреля 2009 года

В октябре 1986 года командовал выводом дублированного мотострелкового полка ОКСВА на территорию СССР и вывел его без потерь. За участие в Афганской войне отмечен двумя орденами «Красной Звезды» и орденом «Боевого Красного Знамени Республики Афганистан»

## События, связанные с командованием 149-м гвардейским мотострелковым полком
Командир 149 гвардейского мотострелкового полка 201-й МСД гвардии подполковник А. И. Скородумов, вопреки запретам и инструкциям высшего командования, под риском разжалования и понижения в должности организовал прощание личного состава 149 гвардейского мотострелкового полка с гвардейцами, погибшими 25 мая 1985 года в Кунаре у борта «Груз 200» — «чёрный тюльпан» на аэродроме Кундуза.

## Дальнейшая служба и участие в двух «чеченских кампаниях»
- В ноябре 1986 года — заместитель командира 72-й мотострелковой дивизии, дислоцированной в посёлке Азатбаш близ города Чирчик (Туркестанский военный округ).
- В 1988 году стал командиром этой же дивизии. В 1988—1992 годах — командир 49 учебной танковой дивизии имени Л.И.Брежнева (впоследствии переименованна в 212 окружной учебный центр младших специалистов танковых войск) (г. Чита, Забайкальский военный округ).
- В 1992 году — слушатель Военной Академии Генерального штаба.
- В августе 1994 года назначен на должность начальника штаба 67-го армейского корпуса Северо-Кавказский военный округ.
- С февраля 1995 года — начальник штаба группировки «Север» под командованием генерала Константина Пуликовского, участвовавшей в Первой чеченской войне.
- С апреля 1995 года — командующий группировкой «Север», сменил на этой должности генерала-лейтенанта Ивана Бабичева.

В состав группировки «Север» входили оперативные группы: 7-я гвардейская воздушно-десантная дивизия, 76-я гвардейская десантно-штурмовая дивизия, 106-я гвардейская воздушно-десантная дивизия, Будённовский отдельный полк ВДВ, 131 ОМСБр, 74 МСБр, 276 МСП — Уральский военный округ, 81-й гв. мсп — Приволжский военный округ, 32 МСП — Ленинградский военный округ, полк морской пехоты Тихоокеанского флота.
Группировкой «Север» под командование генерал-майора Скородумова А. И. в ходе Первой чеченской войны были проведены наиболее масштабные и значимые войсковые операции такие как: «Аргунская», «Гудермесская» с овладением важных стратегических объектов и населённых пунктов и городов с минимальными потерями личного состава и техники.
- В марте 1995 года за взятие городов Аргун, Гудермес, Шали, села Комсомольское, штурм высоты «Гойты-Корд» награждён орденом Мужества, именным боевым оружием министра обороны РФ. По окончании Чеченской кампании вернулся на занимаемую до войны должность — начальника штаба корпуса.
- В сентябре 1996 года — заместитель по боевой подготовке командующего войсками Забайкальского военного округа генерал-полковника Николая Кормильцева.
- С 1999 по 2000 год находился в Чечне, где воевали 74 ОМСБр и 160 танковый полк 5-й танковой дивизии Забайкальского военного округа; Скородумов осуществлял оперативное управление данными частями во Второй чеченской войне.
- В 2000 году — заместитель командующего войсками Сибирского военного округа.
- В 2000 году Александру Ивановичу Скородумову было присвоено воинское звание генерал-лейтенант.
- В июне 2001 года был назначен на должность начальника Главного управления боевой подготовки Вооружённых Сил России.
- В июле 2002 году Александру Скородумову было присвоено воинское звание генерал-полковник.

6 мая 2005 года написал рапорт об увольнении из рядов Вооружённых Сил, «считая неприемлемой для себя службу в Вооружённых силах по причине несогласия с политикой и принципами реформирования Армии».

## Личная жизнь
Супруга — Скородумова Галина Алексеевна. Сын — Андрей, дочери — Мария, Елена, 5 внуков.

## Награды
- Орден Мужества (1999)
- Орден «За военные заслуги» (2003)
- Два ордена «Красной Звезды» (1985, 1986)
- Ряд медалей СССР и РФ
- Орден Красного Знамени (Афганистан)
- Медаль «За подготовку» (Сирия)

## Публичные высказывания
Газета «Московский комсомолец» № 1428 от 23 декабря 2003 года:
Высокопоставленный военачальник — генерал-полковник Александр Скородумов, отвечающий за всю боевую подготовку Вооружённых сил России, — объявил об отставке.
В рапорте на имя министра обороны было написано: «…армии больше не требуются профессионалы, хотя на словах все и ратуют за профессиональную армию… Не хочу служить, если на должности у нас выдвигают не по заслугам, а по знакомству».
— Александр Иванович, вы понимаете, что такого интервью в руководстве Минобороны вам не простят?

— Мне их прощение не требуется. Если за 48 лет службы я — генерал-полковник, отвечающий за боевую подготовку войск, — не заслужил, чтобы меня выслушало первое лицо министерства, то пусть меня услышат люди, для которых я работал все эти годы. Уверен, и они, и мои сослуживцы всё поймут правильно. За моими личными переживаниями стоит государственная проблема — развал армии. И никакая обида не заставит об этом забыть.